# Scenopinus flavipes
Scenopinus flavipes är en tvåvingeart som först beskrevs av Krober 1939.  Scenopinus flavipes ingår i släktet Scenopinus och familjen fönsterflugor.
Artens utbredningsområde är Kenya. Inga underarter finns listade i Catalogue of Life.